# Grand Prix d'Isbergues 2009
La 63e édition du Grand Prix d'Isbergues a eu lieu le 20 septembre 2009. Il s'agit de la dixième et avant-dernière épreuve de la Coupe de France de cyclisme sur route 2009. L'épreuve, remportée par le coureur français Benoît Vaugrenard, fait partie du calendrier de l'UCI Europe Tour 2009 en catégorie 1.1.

## Classement final
| \| Classement général \| Classement général \| Classement général \| Classement général \| Classement général \| \| Coureur \| Coureur \| Pays \| Équipe \| Temps \| \| ------------------ \| ------------------ \| ------------------ \| ----------------------- \| ------------------ \| \| 1er \| Benoît Vaugrenard \| France \| La Française des jeux \| 4 h 27 min 33 s \| \| 2e \| Luca Mazzanti \| Italie \| Katusha \| + 0 s \| \| 3e \| Ivan Rovny \| Russie \| Katusha \| + 0 s \| \| 4e \| Maarten Tjallingii \| Pays-Bas \| Rabobank \| + 5 s \| \| 5e \| Greg Van Avermaet \| Belgique \| Silence-Lotto \| + 5 s \| \| 6e \| Anthony Geslin \| France \| La Française des jeux \| + 5 s \| \| 7e \| Steven Tronet \| France \| Roubaix Lille Métropole \| + 5 s \| \| 8e \| Gerben Löwik \| Pays-Bas \| Vacansoleil \| + 5 s \| \| 9e \| Jussi Veikkanen \| Finlande \| La Française des jeux \| + 5 s \| \| 10e \| Cédric Pineau \| France \| AG2R La Mondiale \| + 5 s \| |                    |          |                         |                 |
| |                    |          |                         |                 |
| |                    |          |                         |                 |
| Classement général |                    |          |                         |                 |
| Coureur | Coureur            | Pays     | Équipe                  | Temps           |
| 1er | Benoît Vaugrenard  | France   | La Française des jeux   | 4 h 27 min 33 s |
| 2e | Luca Mazzanti      | Italie   | Katusha                 | + 0 s           |
| 3e | Ivan Rovny         | Russie   | Katusha                 | + 0 s           |
| 4e | Maarten Tjallingii | Pays-Bas | Rabobank                | + 5 s           |
| 5e | Greg Van Avermaet  | Belgique | Silence-Lotto           | + 5 s           |
| 6e | Anthony Geslin     | France   | La Française des jeux   | + 5 s           |
| 7e | Steven Tronet      | France   | Roubaix Lille Métropole | + 5 s           |
| 8e | Gerben Löwik       | Pays-Bas | Vacansoleil             | + 5 s           |
| 9e | Jussi Veikkanen    | Finlande | La Française des jeux   | + 5 s           |
| 10e | Cédric Pineau      | France   | AG2R La Mondiale        | + 5 s           |